# Slag bij Incheon
De slag bij Incheon (Koreaans: 인천 상륙 작전, Hanja: 仁川上陸作戰, Incheon Sangnyuk Jakjeon; codenaam: Operation Chromite) was een amfibische invasie en veldslag in de Koreaanse Oorlog. De slag vond plaats van 10 september tot 19 september 1950. De Slag bij Incheon resulteerde in een beslissende overwinning voor de troepen onder leiding van de Verenigde Naties (VN). Bij de operatie waren zo'n 75.000 soldaten en 261 schepen betrokken. Dit waren voornamelijk Amerikanen. In de nasleep van de slag kon de Zuid-Koreaanse hoofdstad Seoel twee weken later op de Noord-Koreanen worden heroverd.

## Ontwikkeling strijd
Op 25 juni 1950 brak de Koreaanse oorlog uit. Het Koreaanse Volksleger (KPA) had het voordeel van de verrassing, het was beter uitgerust en had meer soldaten. Ze rukten op en wisten de Zuid-Koreanen terug te dringen naar het uiterste zuidoosten van Zuid-Korea rondom de havenstad Busan. Door de strijd en opmars was de KPA verzwakt en kampte met logistieke problemen op zo’n grote afstand van de thuisbasis. Veel van de voorraden over de weg werden aangevoerd via Seoel.
De Amerikaanse bevelhebber MacArthur kwam op het idee een amfibische aanval te organiseren achter de KPA-linies, bij Incheon op zo’n 20 kilometer ten westen van Seoel. Niet iedereen vond dit de beste landingsplaats, er waren slechts twee beperkte vaarwegen naar Incheon die gemakkelijk konden worden geblokkeerd door zeemijnen. Verder was er een hoog verschil tussen eb en vloed hetgeen ook leidde tot hoge stroomsnelheden van het water tijdens de getijwisselingen. Ten slotte was er slechts weinig ruimte voor de schepen en was de haven omgeven door hoge zeeweringen. Ondanks de bezwaren keurden de hoogste legerleiders en president Truman het plan van MacArthur goed. Soldaten, vliegtuigen, schepen en landingsvaartuigen werden verzameld voor deze aanval. 
Voor de landing werd de verdediging van de stad gebombardeerd met bommenwerpers en marineschepen. Misleidingsoperaties werden uitgevoerd om de Noord-Koreaanse aandacht van Incheon af te leiden. Verkenners werden in het geheim aan land gezet om de versterkingen en troepenconcentraties in beeld te brengen.
Op 15 september 1950 landden de eerste soldaten om 06.30 uur bij Incheon. De Noord-Koreanen werden volledig verrast. Op 17 september werd het belangrijke vliegveld van Gimpo veroverd. Toen de vijand op voldoende afstand was gebracht landden er jachtvliegtuigen en bommenwerpers uit Japan om dichter bij de doelen te opereren. Het vliegveld was in goede staat, er stonden zelfs nog verschillende Noord-Koreaanse vliegtuigen op het vliegveld, en Kimpo werd het centrum van VN-luchtoperaties. Op 19 september repareerden Amerikaanse ingenieurs de lokale spoorlijn tot 13 kilometer landinwaarts. Transportvliegtuigen werden ingezet voor de bevoorrading.
De opmars naar Seoul verliep moeizaam. De KPA probeerde het VN-offensief te stoppen om Seoul te versterken en troepen uit het zuiden de kans te geven zich terug te trekken. Meer soldaten werden aan land gezet om de verovering van de stad snel mogelijk te maken. Op 22 september trokken mariniers Seoul binnen en er werd van huis tot huis gevochten. Pas op 28 september werden de laatste KPA-elementen verdreven of vernietigd.
Terwijl gevochten werd bij Incheon werd bij Busan ook de aanval ingezet. Op 22 september waren de KPA-troepen rond Busan volledig teruggetrokken en begonnen Amerikaanse en Zuid-Koreaanse soldaten het terugtrekkende KPA te achtervolgen. Van de 70.000 KPA-soldaten rond Busan werd ruim de helft gedood, gewond of gevangengenomen. De resterende 30.000 KPA-soldaten wisten te ontsnappen naar Noord-Korea.

## Trivia
Incheon is een oorlogsfilm uit 1982 over de slag. De film werd gefinancierd door de Verenigingskerk van Sun Myung Moon.